# بانة البيطار
بانة زيد وليد البيطار ( بالإنجليزية Bana Zaid Walid Al-Bitar) المعروفة اختصارًا بــ بانة البيطار، من مواليد 6 أكتوبر 1996م، وهي لاعبة كرة قدم أردنية تلعب كمهاجم لفريق الأردن للسيدات.

## المسيرة الكروية
المحطة الأولى في المسيرة الكروية للاعبة بانة البيطار كانت في مملكة البحرين، حيث مثلت فريق الرفاع البحريني، حيث جذبت الأنظار إليها بفضل موهبتها الكروية، النحطة الثانية للبيطار كانت في مصر مع نادي وادي دجلة ومن بعده نادي المعادي الرياضي، والذي لعبت معه لمدة أربع سنوات، سافرت البيطار بعدها إلى الولايات المتحدة لاستكمال دراستها الجامعية، وحينما عادت إلى الأردن انضمت لفريق الأرثوذكسي وحصلت معه على المركز الثالث والميدالية البرونزية في بطولة الدوري للمحترفات، ثم انضمت البيطار إلى نادي القادسية الرياضي.

### القادسية
لعبت البيطار في نادي القادسية الأردني، وحصلت على لقب هداف الدوري الأردني للسيدات للمحترفين عام 2021م. وعلى الرغم من تسجيلها 30 هدفًا في تلك البطولة، إلا أن اللاعبة كانت غائبة تمامًا عن حفل توزيع الجوائز.

## الأهداف الدولية
| رقم | التاريخ        | المكان                                 | المنافس        | الشوط الأول | نتيجة | المسابقة                                     |
| --- | -------------- | -------------------------------------- | -------------- | ----------- | ----- | -------------------------------------------- |
| 1.  | 19 سبتمبر 2021 | ملعب ميلي ، طشقند ، أوزبكستان          | بنغلاديش       | 2-0         | 5-0   | تصفيات كأس آسيا للسيدات 2022                 |
| 2.  | 29 أغسطس 2022  | ستاد البتراء ، عمان ، الأردن           | سوريا          | 3-0         | 4-0   | بطولة اتحاد غرب آسيا لكرة القدم للسيدات 2022 |
| 3.  | 1 سبتمبر 2022  | ستاد البتراء ، عمان ، الأردن           | لبنان          | 1-0         | 2-1   | بطولة اتحاد غرب آسيا لكرة القدم للسيدات 2022 |
| 4.  | 4 سبتمبر 2022  | ستاد البتراء ، عمان ، الأردن           | فلسطين         | 2-0         | 4-0   | بطولة اتحاد غرب آسيا لكرة القدم للسيدات 2022 |
| 5.  | 29 أكتوبر 2024 | مجمع اميرهان الرياضي ، أنطاليا ، تركيا | تايبيه الصينية | 1-1         | 1-3   | كأس السيدات الوردية 2024                     |

وبشكل عام فقد خاضت بانة البيطار مع المنتخب الأردني 34 مباراة، ما بين الرسمية والودية، لعبت بشكل أساسي في 23 مباراة وكانت في الاحتياط في 11 مباراة، وخلال هذه المباريات حققت الأردن 15 فوزًا، وخسرت 14 مباراة، وتعادلت في 5 مباريات، سجلت بانه خلال مسيرتها الكروية الدولية مع المنتخب الأردني 5 أهداف، أول مبارة لبانه مع المنتخب الأردني كانت أمام ليتوانيا في 7 أبريل 2021م، والتي انتهت بفوز ليتوانيا 1-0 ، أما آخر مباراة لبانة البيطار مع المنتخب الأردني فكانت أمام المنتخب الروسي في 26 فبراير 2025م والتي انتهت بفوز المنتخب الروسي 3-0، أول أهدا بانة الدولية كان في 19 سبتمبر 2021م أمام منتخب بنغلاديش حيث انتهت المباراة بفوز الأردن 5-0.

## روابط خارجية
- بانا البيطار في اتحاد كرة القدم الأردني